# Philanthropie
 (2017).
La philanthropie désigne couramment une attitude de bienfaisance à l'égard d'autres personnes considérées comme démunies ou malchanceuses. Par extension, le mot désigne une philosophie ou doctrine de vie d'inspiration humaniste, émanant d'une catégorie sociale aisée et plaçant la cohésion de l'humanité au premier plan de ses priorités.
Née à la fin du siècle des Lumières, à une époque marquée par la déchristianisation et la montée en puissance des États-nations, cette philosophie se substitue progressivement à la charité chrétienne et préfigure en partie ce que seront plus tard les politiques publiques d'aide sociale, du moins dans des pays comme la France, marqués par la culture laïque (aide assurée directement par l'État ou par le biais de structures déclarées d'utilité publique). Aux États-Unis, où la religion chrétienne imprègne encore fortement la politique et le débat public, et les pratiques philanthropiques sont particulièrement vivaces.
Selon les contextes, la philanthropie est portée par un idéal authentiquement altruiste ou au contraire par le souci de s'insérer dans la bien-pensance de la classe dirigeante, la bourgeoisie, et celui d'en retirer un bénéfice indirect, en termes de reconnaissance sociale. 
Selon Francis Charhon, ancien directeur général de la fondation de France : « La philanthropie moderne est l’ensemble des transferts de ressources (financières, dons en nature, bénévolat) librement consentis par des acteurs privés, en vue de servir le bien commun et l’intérêt général, dans tous les domaines de ce qui relève en France de l’intérêt général : santé, éducation, solidarité, culture, environnement… ». La philanthropie est donc un concept ambivalent, qui désigne une philosophie morale et un secteur d'activité de la redistribution de ressources avec un objet commun. Des particuliers, des entreprises et des organisations dédiées (notamment sous les statuts de fondations) sont ainsi considérés comme philanthropes de par leurs activités de donations. Le mécénat des entreprises, est généralement désigné sous le terme de responsabilité sociétale et est en partie encadré par la norme ISO 26000.

## Histoire
Le mot philanthropie vient du mot grec ancien φίλος / phílos « ami », « aimer » et du mot ἄνθρωπος / ánthrôpos « humain », « genre humain ». Il signifie littéralement « amour de l'humanité »,, et s'oppose étymologiquement à la misanthropie.
Malgré cette étymologie grecque, il semble que le terme ne soit que peu ou pas utilisé au début de notre ère. Le premier emploi est répertorié chez Fénelon, qui l'utilise dans son Dialogue des Morts en 1712. Le terme se présente alors comme une vertu personnelle et individuelle plus que sociale.
En 1780 naît à Paris la Société philanthropique qui, sept ans plus tard, définit ainsi sa mission : « Un des principaux devoirs des hommes est (…) de concourir au bien de (leurs) semblables, d'étendre leur bonheur, de diminuer leurs maux. (…) Certainement, un pareil objet entre dans la politique de toutes les nations et le mot philanthrope a paru le plus propre à désigner les membres d'une société particulièrement consacrée à remplir ce premier devoir de citoyen ».
Dès le début du XIXe siècle, le lien entre charité chrétienne et philanthropie est conscientisé: en 1810, Mme de Staël, dans son De l'Allemagne estime que Diderot « a besoin de suppléer, à force de philanthropie, aux sentiments religieux qui lui manquent ». La question sociale acquiert alors une place de plus en plus importante dans la société française, qui craint un retour de la "dissociation sociale". Cependant, une intervention étatique est encore rejetée du fait de la prégnance de la pensée libérale dans les sphères politiques. Celle-ci prône une approche égale de l’État envers les individus, et voit toute forme de redistribution ou de soutien étatique quelconque comme une forme de contrat inégal où l'individu n'a pas à être redevable de ce qui lui est accordé. Le soutien aux plus pauvres passe alors par une aide des plus aisés, dans l'optique "d'éduquer" ceux-ci afin qu'ils puissent dépasser leur condition et être véritablement maîtres de leur destin d'une part, et d'éviter une résurgence de l'instabilité sociale de l'autre, que redoute par-dessus tout les sphères notables de la société française postrévolutionnaire. Ainsi se développent de nombreuses instances de philanthropie, comme notamment la Société de morale chrétienne en 1821, dont un des membres fondateurs se trouve être François Guizot. Cette volonté de pallier les besoins immédiats des plus démunis au travers d'un rapport tutélaire se transformera peu à peu en objectif de "prévenir les maux causés par l'indigence", toujours dans une optique d'éducation des classes populaires par les classes supérieures, ces dernières étant considérées comme plus "éclairées" et "capables" que les plus démunis. Ces recours en amont aux problèmes sociaux se traduisent notamment par la mise en place de caisses d'épargnes dès 1818 dont l'objectif est de permettre aux plus pauvres de pouvoir préserver leurs économies des excès de dépenses auxquels tendent naturellement ces populations, selon la pensée contemporaine. Ces structures d'épargnes seront ensuite appliquées au monde de l'industrie, induisant les premiers rapport de "patronage patronal" entre les ouvriers et les patrons, structures qui se développeront largement sous le Second Empire et qui lègueront à la Troisième République naissante un réseau de mutualisation ancré chez les classes ouvrières.
À la Belle Époque aux États-Unis, la philanthropie se développe, notamment grâce aux grandes fortunes américaines nouvellement créées. L'historien Eric Hobsbawm note que ces hommes étaient « élevés dans l'idée que la simple accumulation de capital ne constituait pas en soi une fin digne d'un homme, fût-il bourgeois ». Ainsi, l'homme d'affaires Andrew Carnegie distribue 350 millions de dollars à de nombreuses causes sociales, sans que cela ne modifie par ailleurs son train de vie ou que cette pratique se généralise à l'ensemble des grandes fortunes. Selon Olivier Zunz, « dans son Évangile de la richesse, le milliardaire énonce sa responsabilité à rendre à la société une partie de ce qu’il avait gagné, mais selon les principes qui avaient fait sa fortune dans l’acier : la philanthropie n’est plus un don mais un investissement. La charité traditionnelle était empreinte de gratuité, la philanthropie organisée doit désormais être gérée avec la vigueur et les méthodes d’une entreprise capitaliste ».
Par ailleurs il convient de noter que la philanthropie, comme la collection d'œuvres d'art, avait également pour utilité d'atténuer l'image parfois dégradée de grands capitalistes considérés comme des prédateurs par certains de leurs rivaux et de leurs ouvriers.

## Causes et motivations
La philanthropie est d'origine morale : à travers la compassion ou la sympathie (étymologie : « souffrir avec », en latin et en grec), le philanthrope sent entre lui et les hommes une connexion qui lui rend difficile de voir souffrir les autres. C'est cette connexion qui le pousse à aider les autres. Elle peut avoir plusieurs origines.
Les causes religieuses : importance du don dans de nombreuses religions. Le puritanisme protestant encourage l'ascétisme et refuse le luxe. Il insiste cependant sur la valeur du travail, ce qui peut en inciter certains à ne pas donner d'argent, mais plutôt des aides plus concrètes à l'insertion.
Toutefois, la philanthropie a également été motivée par des intérêts de nature plus politique au cours de son histoire. Ce fut notamment le cas au cours du 19e siècle en France, où celle-ci s'initia sur la base d'une volonté des classes dirigeantes de canaliser les problèmes liés à la pauvreté des classes inférieures. Ainsi, une préoccupation grandissante des plus riches vis-à-vis des problèmes hygiéniques se développe à la suite des épidémies de choléra en France dans les années 1830; cette peur des "miasmes" s'accompagne d'une peur du soulèvement des classes laborieuses en cette période postrévolutionnaire, ce qui pousse certains à mettre en place des structures d'aide aux plus démunis. Cependant, ces structures sont davantage pensées dans un but d'éducation des plus pauvres, considérés comme "incapables" d'assurer leur destin, que dans une visée d'accompagnement,.
La philanthropie permet au donateur de laisser son nom à la postérité : aux États-Unis par exemple, de nombreux bâtiments universitaires et galeries dans les musées portent le nom d'un philanthrope. La philanthropie permet de constituer un réseau de relations et d'acquérir une notoriété dans le monde des affaires. Le groupe Anheuser-Busch redistribue une partie de ses bénéfices sous forme de dons aux associations de la région de Saint-Louis — dix millions de dollars en 2007.
Mais plus simplement encore, la philanthropie apparaît tout naturellement dans la pyramide de Maslow lorsque les besoins des rangs inférieurs au sommet sont satisfaits, ce qui est le cas pour tous les grands philanthropes.
Cependant, la philanthropie n'est pas simplement l'acte public d'individus pourvus. L'homme en général peut donner, sans bénéfices de l'état, au gré de sa conscience, dans l'espoir de faire mûrir un projet. En exemple, subvenir au besoin d'un étudiant ou d'une personne, qui ne fait pas partie de l'environnement familial ou social immédiat, de façon financière, matérielle ou logistique, est en soi un acte de philanthropie. Tant que l'usage des ressources fournies soit destiné à faire de cet individu une meilleure personne dans la société.
On peut aussi rappeler cette phrase d'Ampère : « Je posséderais tout ce que l'on peut désirer au monde pour être heureux, il me manquerait tout le bonheur d'autrui ».

## Philosophie
La philanthropie n'est pas toujours vue comme un bien universel. Elle pourrait mener l'homme à un état de passivité[réf. nécessaire] lorsque l'action se limite à l'octroi d'un bien matériel ou monétaire dans la relation entre bienfaiteur et nécessiteux et lorsque cette action reste inappropriée et vaine compte tenu de la nature et gravité de l'état dans lequel le nécessiteux se trouve, l'idée étant que grossièrement parlant le bienfaiteur consent à se défaire de quelques billets pour pouvoir justifier et affirmer sa responsabilité sociale sans pour autant daigner dédier plus de temps et d'attention à l'origine du problème[réf. nécessaire]. Cela étant, on peut aussi dire avec A. S. Neill : « qu'importent mes motivations dès lors que leur résultat est bon ? ».
De fait, personne n'agit sans motivation (c'est-à-dire plaisir à un degré ou à un autre[réf. nécessaire] : on peut être heureux de se gêner pour le bien d'une personne qu'on apprécie) et une bonne action ne serait en rien meilleure si elle déplaisait à son auteur, à supposer que celui-ci y procède en un tel cas.

## Politique
La philanthropie a une double dimension politique : 
1) elle se distingue d’abord de la charité par son projet politique ; quand la charité soulage la misère, la philanthropie cherche à résoudre les problèmes qui causent la misère ; 
2) plus largement, elle est « un moyen, pour les élites, de contester un ordre politique, d’asseoir un pouvoir politique hors de la sphère gouvernementale, et donc de remettre en cause la représentation issue du vote ».
Pour Tocqueville et dans un cadre démocratique, elle est pour les riches un moyen d’imposer ou de rendre connu leurs points de vue. Pour Ducharme et Lesemann, elle permet de modifier les pratiques de l’État, comme lorsque la Fondation Lucie et André Chagnon au Canada impose ses modèles d’action aux politiques sociales québécoises et veut « démontrer son efficacité par rapport aux institutions publiques et aux organisations de la société civile ». Pour Guilhot, enfin (mais cette liste n’est pas exhaustive), la philanthropie est un élément essentiel de la reproduction du capital ; elle participe d’une stratégie des élites pour « perpétuer l’ordre économique ».
Pour Alexis Spire, sociologue spécialiste de l’histoire de l’impôt en France, la philanthropie peut constituer le symbole de ce qu’il nomme « la statophobie, c’est-à-dire un rejet de l’État. Des grands groupes ou grandes fortunes se montrent prêts à donner de leur richesse et contestent à l’État le monopole de l’intérêt général. En même temps qu’ils anoblissent leur action entrepreneuriale, marquée du sceau de la moralité, ils défendent l’idée que les grandes entreprises savent mieux que l’État quel est l’intérêt général et qu’ils sont mieux en mesure de le servir ».
La philanthropie oriente ainsi les politiques sociales, encourage les partenariats publics-privés sociaux, ce qui ne va pas sans contestation de la part d’autres acteurs de la société civile.
Les gouvernements soutiennent souvent les actes philanthropiques. Dans de nombreux pays, les personnes donnant de l'argent bénéficient d'une réduction d'impôt.

## La philanthropie comme secteur d'activité
Le terme philanthropie ne désigne donc pas seulement une philosophie du don. On identifie ainsi la philanthropie comme un secteur d'activités dédié à l'intérêt général, dont les acteurs effectuent des redistributions monétaires ou de patrimoine. 
En 2018, on constate que ce secteur se développe fortement en France, avec non seulement plus de 4500 organisations (fonds et fondations philanthropiques) mais également le développement d'organisations sectorielles et permettant un débat et une représentation scientifiques des acteurs et enjeux de la philanthropie. En Suisse, on comptait en 2011 plus de 12500 fondations reconnues d'utilité publique, soit 16,1 fondations pour 10 000 habitants. 
Le cadre politique, juridique, et règlementaire est un levier clé de l'évolution de ce secteur d'activité, notamment par le biais des avantages fiscaux dont peuvent bénéficier les organisations et transactions relevant de la philanthropie.

## Philanthropie et entreprises
Selon Alain-Dominique Perrin, alors président de Cartier, dans le mécénat d'entreprise celle-ci « recherche indiscutablement son intérêt ». Telle était également l’opinion de Claudie Hessig, chargée à la Fondation de France du conseil aux entreprises mécènes. Il ne peut en être autrement. Le dirigeant qui ne peut pas prouver qu’il a utilisé les fonds de son entreprise à des fins qui servent son objet commercial risque d’être épinglé pour abus de biens sociaux,.

### Avantages pour l’entreprise

#### Image de marque
La philanthropie permet de valoriser l’image de l’entreprise dans la population. Des entreprises, telles Nike, Shell ou BP, qui ont été stigmatisées pour leurs mauvaises conduites environnementales ou sociales, font partie des groupes qui ont le plus agi dans le champ philanthropique. Soigner l’image de l’entreprise auprès de son personnel est tout aussi important.

#### Intérêts matériels ou commerciaux
La participation à des actions philanthropiques permet également de se faire connaître auprès de cibles qui ne sont pas les habituelles. Les avantages matériels ne sont pas forcément absents. La participation des sociétés pharmaceutiques dans les fondations américaines leur permet de bénéficier des programmes de santé.

#### Avantages fiscaux
Les entreprises bénéficient d’exonérations fiscales qui atténuent fortement le coût de leurs contributions. Aux États-Unis elles peuvent atteindre 35 % des dons. En France depuis 2005 les entreprises peuvent déduire de l’impôt sur les sociétés 66 % de leurs dons dans la limite de 5 % de leur chiffre d’affaires.

### Choix contestables
Les fondations philanthropiques définissent elles-mêmes leurs objectifs, leurs cibles, les moyens d’action qu’elles mettent en œuvre. La légitimité de leurs décisions peut être mise en cause au regard de l’intérêt général.

#### Cible et moyens
Les fondations ont tendance à privilégier les programmes de lutte contre le VIH, le paludisme et la tuberculose, alors que la santé maternelle et les maladies chroniques, par exemple, sont délaissées, voire ignorées. L’accent mis sur les traitements se fait au détriment de leur prévention dont l’efficacité est cependant prouvée. L’option de dispensaires spécialisés, la prescription par des médecins et la délivrance des médicaments par des pharmaciens sans appui sur l’infrastructure existante entraînent des coûts très éloignés des espérances.

#### Exigences inadaptées
Les donateurs imposent parfois des choix peu efficients ou critiquables du point de vue des bénéficiaires. L’action contre le sida pratiquée par le PEPFAR a été déficiente les premières années en raison des exigences de la droite religieuse américaine. 33 % des fonds distribués devaient être consacrés aux programmes prêchant l’abstinence avant le mariage et seuls les médicaments sous licence, à l’exclusion des génériques, devaient être utilisés.

#### Positions intéressées
La Fondation Gates appuyée par les États-Unis s’est opposée à une politique nutritionnelle contraignante proposée par l’ONU en vue de réduire les sucres, le sel et les matières grasses saturées dans les aliments préparés. Or la Fondation Gates possède 10 % des actions de Coca-Cola. La même fondation en collaboration avec la Fondation Rockefeller promeut les semences OGM aux pays africains à qui elle accorde une aide agricole alors qu’elle a investi 23 millions de dollars dans l’achat de 500 000 actions Monsanto en 2010.

### Fondations et contextes locaux

#### Ignorance du contexte
L’efficacité de l’action philanthropique des grandes fondations est amoindrie par l’arrogance de leur pensée moderne occidentale. Elles ignorent, volontairement ou involontairement, les contextes locaux socioculturels et/ou socioéconomiques. Les programmes d’incitation à des changements volontaires de comportement sexuel prenant en compte les pratiques et les symboles locaux ont, par exemple, pu se révéler plus efficaces contre le sida que les programmes médicaux disposant des subventions les plus importantes. Le même reproche peut être adressé aux ONG humanitaires. Lors du séisme de janvier 2010 à Haïti elles n’ont pas pris en compte les initiatives locales, n’ont que très faiblement consulté et fait participer les habitants et ont entravé l’appropriation des opérations par les Haïtiens.

#### Effets pervers
Les sommes importantes dont disposent les fondations peuvent engendrer des effets pervers. Afin de recevoir des subventions les politiques, les décideurs et les travailleurs de la santé modifieraient les priorités sanitaires de leur pays, au détriment des programmes locaux qui apporteraient des résultats concrets plus immédiats ou au détriment du renforcement des systèmes de santé locaux. L’amélioration des systèmes de santé favorisent pourtant l’équilibre et l’équité. Autre exemple, le centrage de la lutte contre le sida en Inde a eu pour conséquence de priver de ressources les ONG qui travaillaient précédemment contre ce fléau, mais avec les populations qui n’étaient pas des populations à risques (femmes, enfants).

#### Absence de continuité
Les procédés coûteux utilisés par les grandes fondations occidentales dans les pays en développement ne permettent pas la poursuite de leur programme par les organismes locaux après leur départ. Se pose également la question de l’efficacité d’actions philanthropiques de grande ampleur implantées de l’extérieur par rapport à des changements progressifs initiés de l’intérieur.

#### Suspicion sur les motivations
Les motivations des fondations occidentales peuvent être tenues en suspicion par les populations locales. Les détracteurs du Public Health Foundation of India, partenariat public-privé où siègent au conseil d’administration McKinsey et la Fondation Gates, se demandent si le désir d’accroître le nombre et la qualité des praticiens de la santé en Inde ne correspond pas à une préoccupation des États-Unis. Cette action renforcerait leur propre sécurité en cas d’épidémies microbiennes. Elle faciliterait également la migration de professionnels indiens de la santé vers leur pays. Dans les années 1970 les liens étroits de la Fondation Ford avec la CIA lui causèrent des ennuis avec le gouvernement indien. Les ONG intervenues au Pakistan à la suite des inondations ont été financées à 75 % par les États impliqués dans la guerre en Afghanistan. Ce financement peut entraîner des suspicions. L’hostilité latente des populations des pays non développés envers les ingérences extérieures s’est manifestée à l’occasion de l’affaire de l'Arche de Zoé. Cependant, la philanthropie est motivée par la recherche d'amorçage. En effet, selon Bill Gates un acte de philanthropie doit permettre de mettre en place un système dont l'avantage sera d'œuvrer pour les plus démunis.

### Fondations et aide mondiale

#### Glissement du public vers le privé
En période de crise (ou pour des raisons politiques) les gouvernements tendent à se désengager de la philanthropie, souvent pour des raisons budgétaires. Ils « subventionnent » cependant les fondations philanthropiques ou les encouragent par des exonérations fiscales faites aux donateurs. La société civile et le secteur privé prennent alors la relève ; le déplacement de ce qui était du domaine public vers la sphère du privé n’est pas sans conséquences.
Les risques de conflits d'intérêts existent. Avec la promotion des OGM les fondations Gates et Rockfeller, liées à Monsanto, promeuvent la révolution verte en Afrique à l'instar de celle qui a eu lieu en Inde sans avoir tiré de cette dernière les enseignements concernant certains impacts négatifs, sociaux et écologiques. La gestion des grandes fondations américaines intègre parfois des critères de rentabilité et de retour sur investissement inadaptés à certains besoins humains et aux pays.
L’opacité et le goût du secret de ces grandes fondations et des « Fonds orientés par les donateurs » empêche la diffusion d’informations concernant leurs effets réels sur l'environnement, l'économie et la santé publique ainsi que l’accès à des évaluations objectives faites par des organismes indépendants.

#### Moindre efficacité globale
Le poids des grandes fondations les rend incontournables dans l’assistance mondiale aux pays non développés. La seule Fondation Bill et Melinda Gates dispose d’un budget annuel d’environ 2 milliards de dollars pour la santé à comparer à celui de l’OMS qui était de 3,96 milliards de dollars en 2011. La Fondation Gates est le deuxième donateur « volontaire » au budget de l’OMS après les États-Unis et leur agence de développement USAID. Aucune décision importante dans le domaine de la santé publique ne peut plus être prise ou appliquée sans sa participation.
Les études de Rajaie Devi Sridhar Batniji de 2008 et de David McCoy de 2009 soulignent que les pays à faible revenu n’auraient bénéficié que de 5 % des sommes allouées par la Fondation Bill et Melinda Gates. Dans ses rapports en 2008 la Banque mondiale a souligné que la multiplicité d’organisations et d’initiatives rendait très difficile la définition de toute stratégie globale et entraînait des gaspillages sans véritablement contribuer à l’amélioration de la santé publique.

## Personnalités
- Baron Taylor (1789-1879), grand voyageur, dessinateur, littérateur, inspecteur des Beaux-arts et administrateur de la Comédie-Française. Il a joué un rôle pionnier dans le mouvement mutualiste français. Infatigable protecteur des arts et des lettres, plusieurs sociétés de secours mutuels se fondent à son initiative, regroupant des écrivains, des musiciens, des peintres, des inventeurs industriels, et même des membres de l’enseignement public et privé. La première de ces associations est l’Association des Artistes dramatiques, société de secours mutuels, créée en 1840, formée à la fois pour organiser une caisse de secours efficace pour venir en aide aux acteurs nécessiteux et pour constituer une caisse de retraite[63].
- Le comte Xavier Branicki (1816-1879), officier dans l'armée russe, descendant d'une famille illustre et notoire de magnats polonais, proches des tsars russes, grand propriétaire et exilé politique. Il fait partie de la Grande Émigration polonaise en France. Ami et protecteur de grands artistes et poètes romantiques de l'époque et intime de la famille du Prince Napoléon. Devenu français en 1854, malgré un arrêté d'expulsion demandé par la Russie, Il a su agrandir son immense fortune et fut un des fondateurs du Crédit foncier ainsi que financier et mécène. On lui doit des lignes de chemin de fer en Algérie et la ligne entre Kiev et Odessa. Pendant une vie mouvementée, il a financé la restauration du Château et du village de Montrésor en Touraine, où il était maire durant 10 ans. Il a fait des dons considérables au gouvernement français après la guerre franco-allemande de 1870.
- Richard Wallace (1818-1890), homme d'affaires et collectionneur Britannique. Il a notamment inventé la fontaine Wallace à Paris, pour remédier aux problèmes d'approvisionnement en eau dans la ville. En effet, au XIXe siècle, seuls les plus riches avaient accès à l'eau potable.
- Alfred Nobel (1833-1896), industriel Suédois, chimiste, pacifiste. Il est le fondateur du comité Nobel, qui décerne annuellement les Prix Nobel ayant pour but de récompenser des personnes ayant rendu service à l'humanité, permettant une amélioration ou un progrès considérable dans cinq disciplines différentes : paix, littérature, chimie, médecine, physique.
- Andrew Carnegie (1835-1919), industriel Américain d'origine écossaise. Il donna au début du XXe siècle plus de 380 millions de dollars à diverses fondations. Il créa environ 2 500 bibliothèques publiques gratuites aux États-Unis[64] qui portent son nom, les Carnegie Libraries (la plus connue est la New York Public Library). Il finança 65 bibliothèques annexes dans la ville de New York[64]. Il aida également les institutions culturelles (musées, Carnegie Hall, California Institute of Technology, etc.), les églises et les parcs publics.
- John Davison Rockefeller (1839-1937), magnat du pétrole américain. Il créa en 1913 la Fondation Rockefeller, destinée à promouvoir le progrès scientifique dans tous les pays du monde. Celle-ci permit à l'époque de développer les écoles noires dans le sud des États-Unis[65]. La division « Humanités » fondée en 1928 encourage la préservation des archives[65].
- Frances Wisebart Jacobs (1843-1892)  son action sociale au Colorado  l'a faite surnommée The Mother of the Charities (« La mère des organismes de bienfaisance »).
- Albert Kahn (1860-1940), banquier Français. Grâce à son mécénat, il a constitué l'un des plus importants fonds photographique couleur du début du XXe siècle intitulé Les Archives de la Planète et conservé au Musée départemental Albert-Kahn. Durant les années 1930, il offrit à tous ses employés des visites médicales payées par ses frais et 5 semaines de congés payés par an (en mettant sa maison de vacances en Normandie à leur disposition).
- Isabel Llorach (1874-1954), philanthrope catalane. Elle symbolise la personnalité de la bourgeoisie industrielle catalane du début du XXe siècle et reste notamment connue pour son implication dans la vie culturelle barcelonaise, encourageant les artistes d'Europe et ouverte sur le monde[66]. Son action de femme philanthrope connaît un coup d'arrêt après la guerre d'Espagne et l'arrivée au pouvoir de Franco dont le régime détruit la propriété située dans le quartier de Sarrià, œuvre moderniste de l'architecte Josep Puig i Cadafalch, où elle accueillait ses invités[67].
- Armand Hammer (1898-1990), médecin, industriel et pdg de Occidental Petroleum aux États-Unis. Il a connu Lénine pendant son séjour en Union soviétique. À la fois capitaliste et socialiste convaincu, il finançait des collèges, les arts et la recherche médicale.
- Abbé Pierre (1912-2007), prêtre, résistant, député Français. Il fonde diverses associations luttant contre le mal-logement et l'exclusion en France au cours de sa vie. Il est à l'origine du mouvement Emmaüs.
- Michael Jackson (1958-2009), chanteur, danseur/chorégraphe, acteur, auteur/compositeur/interprète, producteur Américain. Il donna plus de 400 millions de dollars de sa fortune à des œuvres caritatives et s'est battu toute sa vie contre la famine dans le monde, la pauvreté, les guerres ou encore contre le réchauffement climatique à travers ses chansons et ses initiatives populaires.
- Bill Gates, ingénieur en informatique, fondateur de Microsoft. Il a décidé de consacrer 95 % de sa fortune[68] à la lutte contre les maladies et l'analphabétisme dans les Pays du Sud. La fondation Gates, créée en 2000, a déjà dépensé 9,26 milliards de dollars[69], en particulier pour vacciner 55 millions d'enfants.
- Warren Buffett, homme d'affaires Américain. Il a annoncé le 25 juin 2006 son intention de donner quelque 37 milliards de dollars[70], soit 29,6 milliards d'euros, à des organisations caritatives dirigées par son ami Bill Gates et par des membres de sa propre famille. Cette décision, qui porte sur plus de 80 % de sa fortune, constitue la plus grosse donation individuelle jamais réalisée aux États-Unis devançant très largement les autres philanthropes de l'histoire.
- Stephanie « Steve » Shirley est ancienne femme d'affaires britannique avant-gardiste dans le domaine informatique.
- Sigrid van Aken, femme d'affaires néerlandaise, présidente-directrice générale de Postcode Lottery Group, troisième plus importante entreprise de philanthropie mondiale.

## Donations par pays

### Aux États-Unis
Selon le département d'État des États-Unis, les dons dans ce pays ont atteint la somme de 260 milliards de dollars en 2005 dont 77 % sont le fait des particuliers dont 122,8 milliards de dollars d'aide extérieure. La philanthropie représente 1 % du PIB américain, soit plus du double de la moyenne européenne. Il existe 1,14 million d'associations à but non lucratif aux États-Unis et le secteur non marchand représente 8,5 % du PIB (contre 4,2 % en France). Les Américains donnent chaque année 250 milliards de dollars aux associations à but non lucratif et ces dons sont exonérés d'impôts. 5,4 % de ces dons vont à la culture (soit 13 milliards de dollars).

### En France
Selon le CerPhi, centre d'étude et de recherche sur la philanthropie, le montant donné par les Français est passé de 1980 à 2005, de 1 milliard d’€ à 5,7 milliards d’€, qui se répartissent de la façon suivante :
— Dons manuels des particuliers : 2,7 milliards d'euros 
— 5,2 millions de foyers bénéficient d’une réduction par un don à une association.
- Répartition par secteurs :
  - Secteur Social France : 35 % (cultuel et laïc)
  - Recherche et santé : 30 %
  - International : 20 %
  - Autres (protection de l’environnement, animaux domestiques, faune, flore) : 15 %
- Legs : 500 millions d’euros[74] hors cultes répartis ainsi :
  - Secteur Social France : 50 % (cultuel et laïc)
  - Recherche et santé : 45 %
  - International : 5 %
- Mécénat d’entreprise : 2,5 milliards d'euros[75] répartis ainsi :
  - Le mécénat consacré à la culture représente 39 % du budget total soit 975 millions d’euros.
  - Le domaine de la solidarité reçoit 32 % soit 800 millions d’euros.
  - L’environnement se voit attribuer 15 % soit 375 millions d’euros du budget total.
  - La recherche 9 %, soit 225 millions d’euros.
  - Le sport 5 %, soit 125 millions d’euros.

Selon Recherches et solidarités, « réseau d'experts au service des solidarités », en France en 2013, ce sont plus de 6 milliards d’euros, provenant des ménages (3,5 milliards) et des entreprises (2,5 milliards) qui versent des montants importants aux associations de bienfaisance qu’ils ont choisies. Grâce à ce réseau, on sait qu'en 2013, sur les 28,3 millions de foyers fiscaux, 5,5 millions déclarent des donations pour des associations reconnues (qui donnent droit à déduction fiscale), soit une proportion de plus de 23 %, en hausse chaque année. La moyenne des dons s’élève à 409 euros par an, en augmentation aussi chaque année, malgré l’appauvrissement des couches populaires, voire des classes moyennes ces derniers temps. Certes, les plus riches donnent des montants plus élevés que les relativement pauvres mais si l’on compare ces dons par rapport à leur revenus après impôts, ceux qui gagnent moins de 15,000 euros par an consacrent 1,04 % de leurs revenus aux dons alors que ceux qui gagnent entre 38.000 et 79,000 euros par an n’y destinent que 0,87 % de leurs revenus. La simplicité et la générosité serait donc plus grandes parmi les démunis qu’au sein des couches privilégiées.

### En Belgique
Selon le SPF Finances, plus d'un million de Belges ont donné de l'argent à des associations caritatives en 2022, pour un montant total record de 350,2 millions d'euros. Le montant total des dons en 2021 atteignait 350 millions d'euros.